# Гарматная улица
Гарма́тная улица (укр. Гарма́тна вулиця) — улица в Соломенском районе города Киева, местности Грушки, Шулявка. Пролегает от Берестейского проспекта до Отрадного проспекта и Нежинской улицы.
Примыкают улицы Выборгская, Машиностроительный переулок, улицы Машиностроительная, Андрея Мельника, бульвар Вацлава Гавела, Борщаговская улица и проспект Любомира Гузара.

## История
Возникла в 1910-х годах, имела название «Гарматный путь» (по именованию на картах – гармата по-украински «пушка»), соединявшего Орудийный склад завода Гретера и Криванека (ныне — АО «НПП „ПКМЗ”» с Брест-Литовским шоссе. Современное название — с 1944 года.
Вдоль чётной стороны улицы в начале сохранилась часть старой застройки начала XX века.

## Учреждения
- № 2 — ПО «Киевприбор»;
- № 10 — Киевский профессиональный лицей «Авиант»;
- № 16/85 — Соломенское РУ ГУ МВД Украины, территориальный отдел и разрешительная система;
- № 28 а — Соломенский ЗАГС;
- № 29 — Управление труда и социального защиты населения Соломенского района;
- № 30 а — Детский сад № 225;
- № 31 — Госказначейство и совет ветеранов Соломенского района;
- № 33 а — Почтовое отделение № 67;
- № 36 — Поликлиника № 1 района;
- № 44/2 — Редакция газеты «Шулявка».

## Изображения

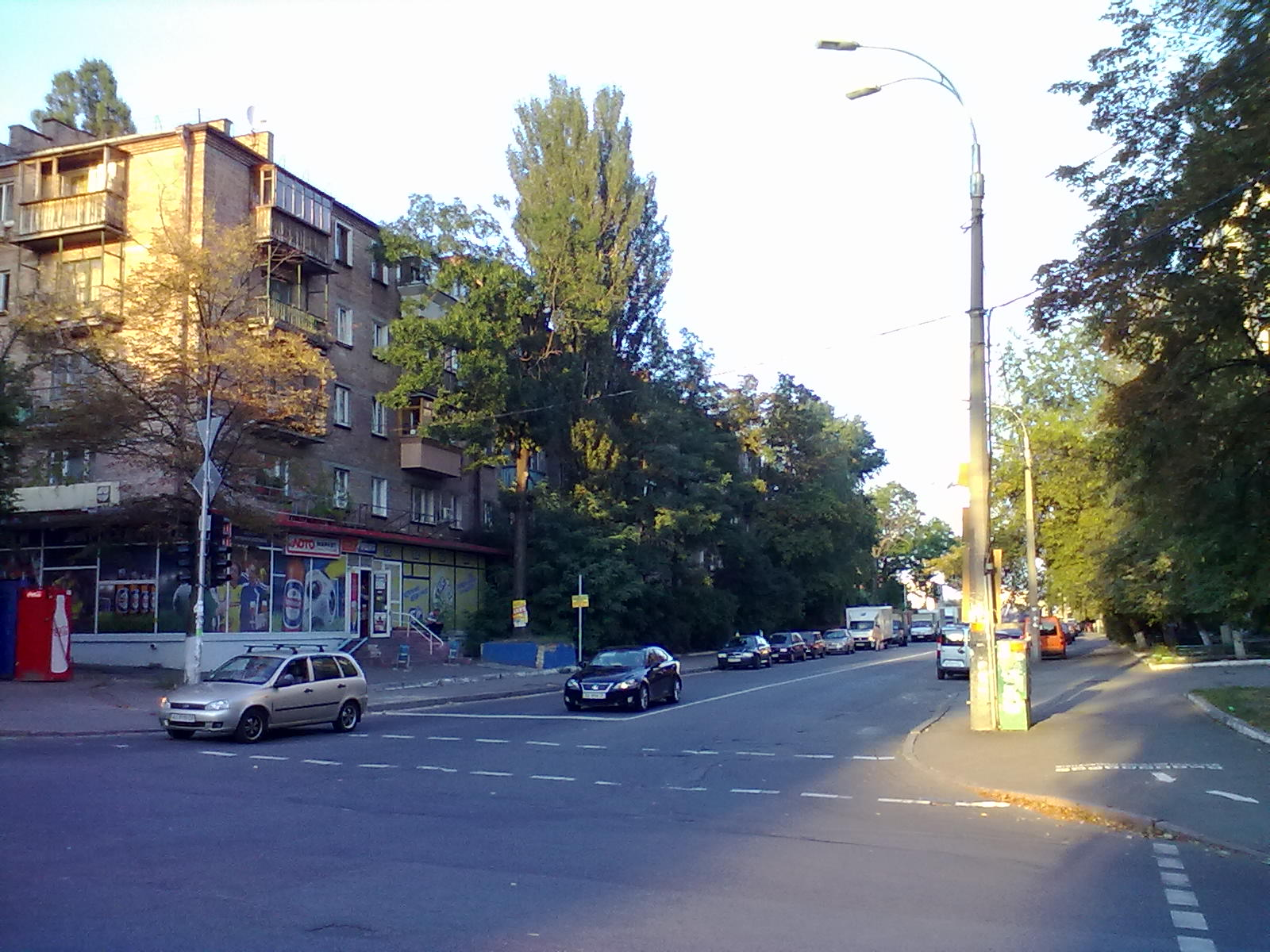
перекресток ул. Гарматная - ул. Олексы Тихого
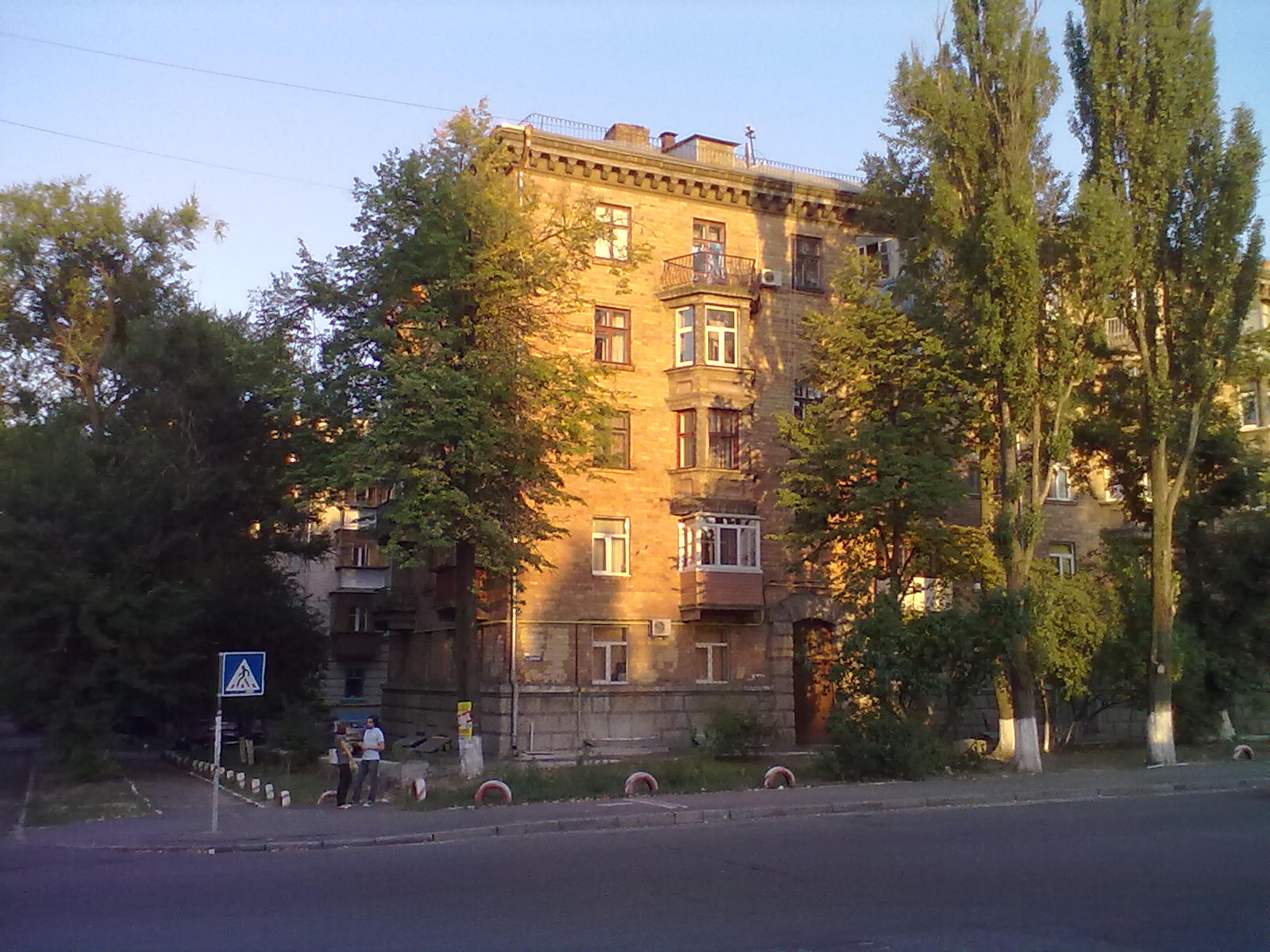
перекресток ул. Гарматная - бульв. В. Гавела
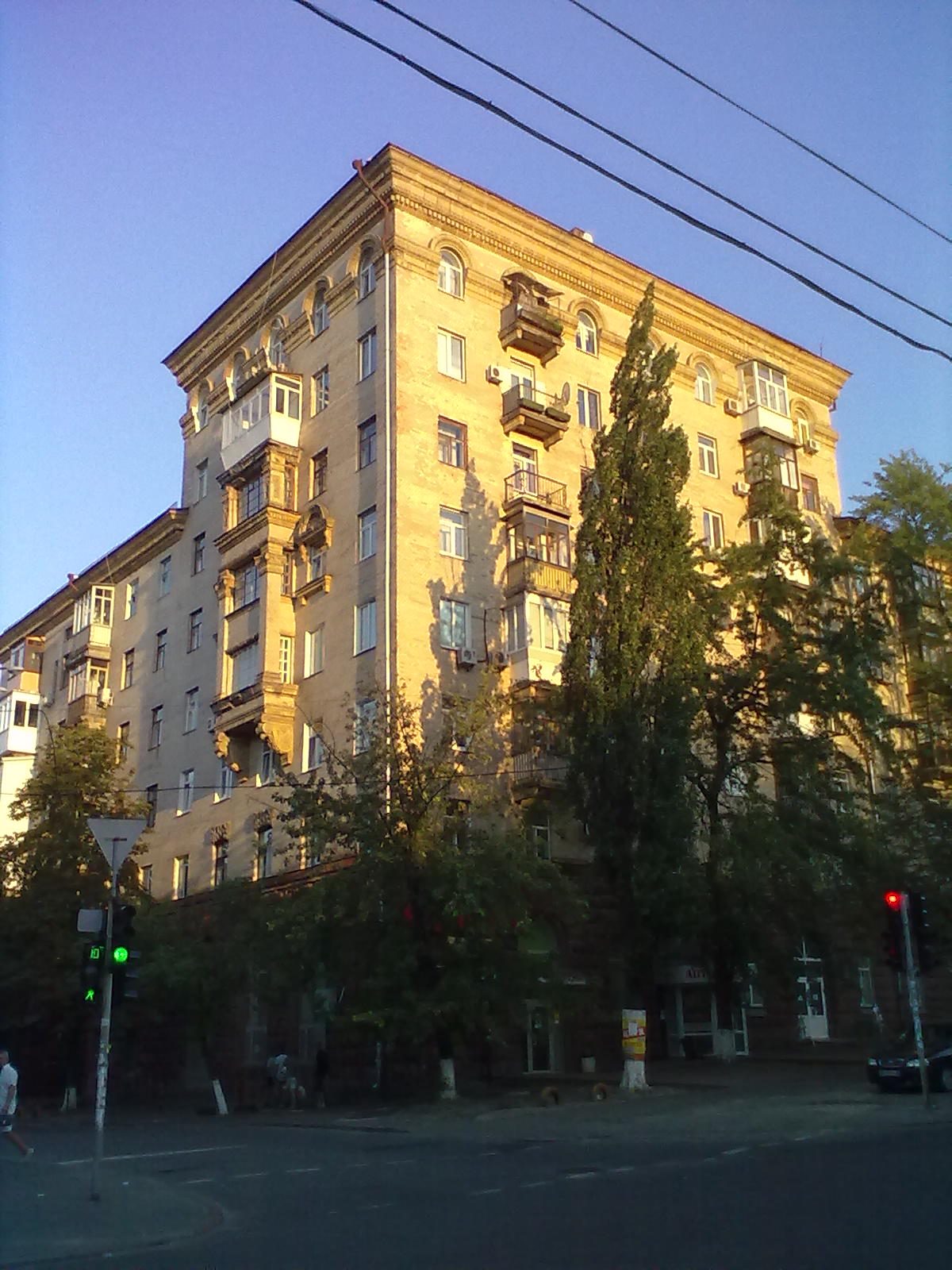
Гарматная улица в Киеве (июль 2012)